# Жизнь на Энцеладе

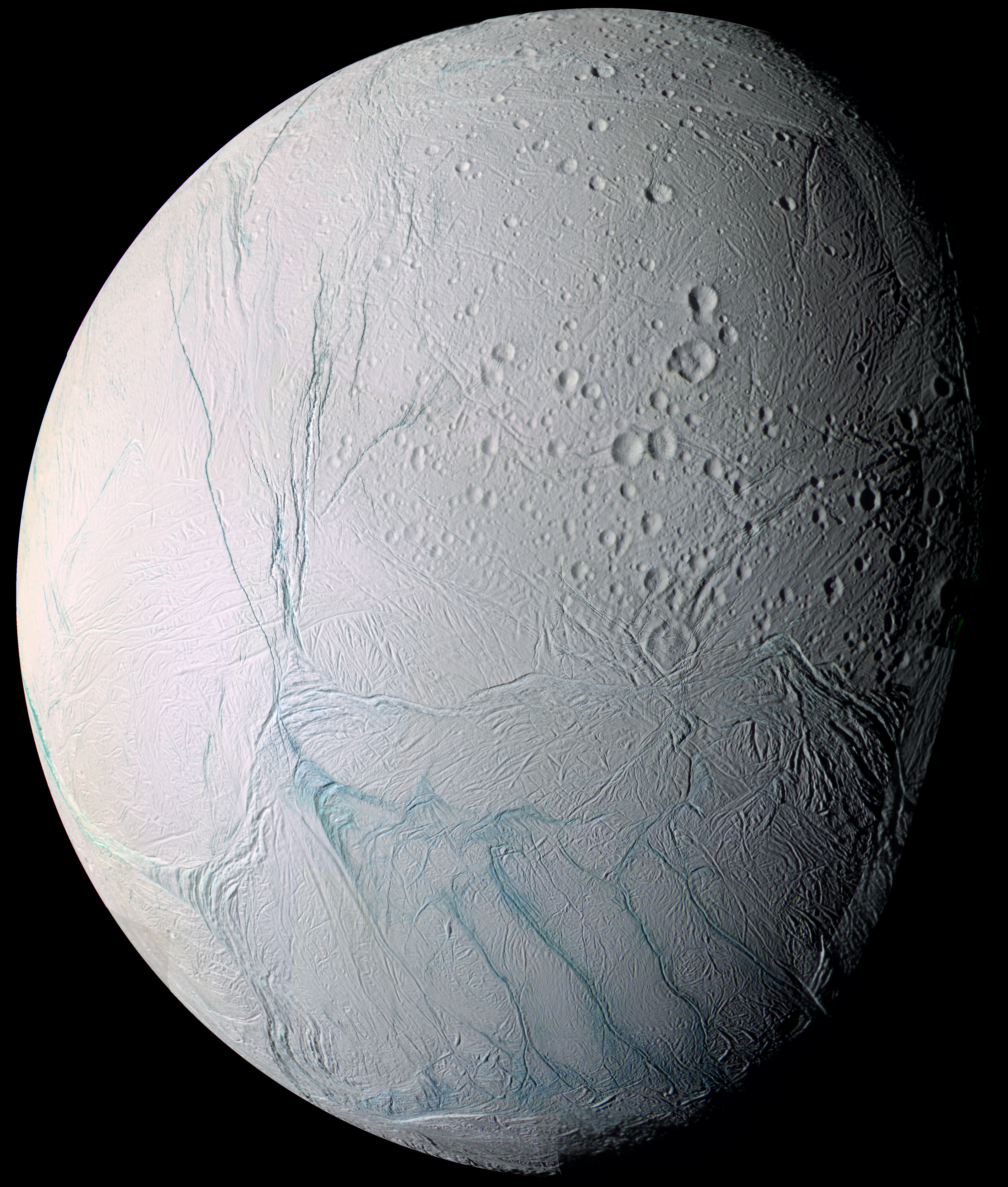
Снимок Кассини 14 июля 2005 года

Жизнь на Энцеладе, шестом по размерам спутнике Сатурна, в настоящее время остаётся открытым вопросом и темой для научных дискуссий и исследований.
Энцелад, как и самый крупный спутник Сатурна, Титан, вызывает очень большой интерес у учёных. Ещё в эру «Вояджеров», которые в начале 1980-х годов провели первые съёмки этой маленькой ледяной луны, учёные начали подозревать, что Энцелад геологически активен и даже является источником вещества для кольца Е Сатурна. С началом исследований зонда «Кассини» в системе Сатурна стало совершенно ясно, что Энцелад устроен намного сложнее и таит в себе гораздо больше загадок, чем предполагалось ранее.
27 июня 2018 года ученые заявили об обнаружении сложных органических макромолекул в собранных «Кассини» образцах из струйного шлейфа Энцелада.

## Поверхность
На поверхности Энцелада холоднее, чем на других спутниках Сатурна: температура в среднем составляет −200 °C. Столь низкая температура обусловлена крайне высоким показателем альбедо, составляющим 90 %. При такой низкой температуре ни одна из известных форм жизни не выживет на его поверхности.

### Трещины
На поверхности Энцелада довольно много трещин. С их помощью учёные смогли установить, что под ледяной коркой имеется океан. Температура в трещинах может доходить до −85 °C, что значительно выше, чем у поверхности.

## Под поверхностью
По данным с «Кассини», в недрах Энцелада находится углеводородный «суп», жидкая вода и источник тепла, то есть все ключевые ингредиенты для возникновения примитивных форм жизни. Исследователи опираются на информацию, полученную станцией «Кассини», а также на результаты компьютерного моделирования, которое проводилось с учётом всех параметров спутника.

### Океан
На южном полюсе под ледяной коркой Энцелада на глубине 15—20 км находится океан из жидкой воды; на это указывают все данные с «Кассини», собранные вместе.
Температура верхних слоёв океана составляет около −45 °C, однако с ростом глубины температура растёт и может доходить примерно до 0…+1 °C, что сравнимо с температурой воды в некоторых местах на Земле. Более того, в июне 2011 года учёные с помощью «Кассини» установили, что вода в океане солёная и по составу очень близка к земной. Все эти открытия значительно увеличивают вероятность того, что на Энцеладе есть жизнь.
В сентябре 2022 г. в журнале PNAS была опубликована статья в которой предполагается, что в океане Энцелада может быть фосфор, необходимый для зарождения жизни. Ученые выполнили геохимическое моделирование, на основе данных «Кассини», чтобы предсказать, сколько фосфора может присутствовать в воде. Эти модели предполагают, что океан Энцелада должен быть относительно богат растворенным фосфором. Это означает, что теперь может быть больше уверенности в том, что океан Энцелада пригоден для жизни.

## В культуре
Поискам жизни на Энцеладе посвящён эпизод мультсериала  «Смешарики. ПИН-код»